# Nagy Adrienn (teniszező)
Nagy Adrienn (Budapest, 2001. március 24. –) Egyéniben egyszeres, párosban négyszeres felnőtt magyar bajnok teniszezőnő. Junior párosban Australian Open-bajnok és U18 Európa-bajnok 2019-ben.
2017 óta tartó profi pályafutása során egyéniben egy, párosban 13 ITF-tornagyőzelmet aratott. A felnőtt világranglistán a legjobb eredménye egyéniben az 504. helyezés 2023. június 26-án ért el, párosban a legjobbjaként 2022. november 7-én a 235. helyen állt.

## Életrajza és sportpályafutása
Nagy Adrienn Csurgó Virág tízszeres magyar bajnok teniszezőnő és a korábban szintén versenyszerűen teniszező Nagy Tamás lánya. Egyben ők az edzői is. Négy éves korában ismerkedett meg a tenisszel, és 12 éves korában már korosztálya magyar bajnoka volt. A Vörösmarty Gimnázium élsportolói tagozatának tanulója.
2013-ban a 12 évesek Európa-bajnokságán az 5. helyezést elért csapat tagja volt. 2017-ben az U16-os korosztályban negyedik lett a csapat Európa-bajnokságon. A 2018-as felnőtt magyar bajnokságon egyéniben második lett, a döntőben Jani Rékától kapott ki 7–6, 6–1 arányban. Ugyanebben az évben párosban harmadszor egymás után nyerte Gécsek Fannival a felnőttek mezőnyében a magyar bajnokságot. 2018 decemberében dél-koreai partnerével megnyerte az Orange Bowl torna 18 éves korosztályának versenyét, amely a junior korosztály legerősebb versenyének számít a Grand Slam-tornák után.
A 2018-as évben a juniorok mezőnyében vett részt a Grand Slam-tornákon, annak ellenére, hogy év közben kisebb sérülések is hátráltatták.
2019. január 25-én a japán Kavagucsi Nacumi oldalán megnyerte az Australian Open leány párosok döntőjét, 6–4, 6–4 arányban legyőzve az amerikai Emma Navarro – Chloe Beck párost. Nagy Adrienn ezzel az első magyar lett, aki a leány párosok mezőnyében az Australian Openen győzni tudott Kapros Anikó 2000-es sikere óta. 2019-ben Drahota-Szabó Dorka párjaként az országos fedettpályás bajnokságon megszerezte negyedik páros magyar bajnoki címét.
Junior pályafutása során öt egyéni és tíz páros tornagyőzelmet aratott. A kombinált junior világranglistán 2019. január 21-én a 25. helyen állt, ezen a helyezésén az Australian Open megnyerése után jelentősen javított, és a 19. helyre jött fel. A felnőttek mezőnyében első ITF-tornagyőzelmét Gálfi Dalma párjaként Kaposváron aratta egy 25 000 dolláros versenyen. Első egyéni ITF-tornagyőzelmét 2019. november 3-án aratta a Cancúnban rendezett 15 000 dolláros tornán.
2019 óta a magyar Fed-kupa-válogatott tagja. Első válogatottsága alkalmával egyéniben és párosban is győzelemmel mutatkozott be.
Drahota-Szabó Dorkával párban bronzérmet szerzett a Klostersben rendezett U18-as korosztályos Európa-bajnokságon.
2019 szeptemberében egyéniben nyert felnőtt országos bajnokságot.

## Junior Grand Slam döntők

### Lány páros
| Eredmény | Év   | Bajnokság       | Borítás | Partner          | Ellenfelek              | Eredmény |
| -------- | ---- | --------------- | ------- | ---------------- | ----------------------- | -------- |
| Győztes  | 2019 | Australian Open | Kemény  | Kavagucsi Nacumi | Emma Navarro Chloe Beck | 6–4, 6–4 |

## ITF döntői

### Egyéni: 3 (1–2)
| Díjazás        |
| -------------- |
| $100,000 torna |
| $75,000 torna  |
| $50,000 torna  |
| $25,000 torna  |
| $15,000 torna  |
| $10,000 torna  |

| Borításonként |
| ------------- |
| Kemény (1–2)  |
| Salak (0–0)   |
| Fű (0–0)      |
| Szőnyeg (0–0) |

| Eredmény | #  | Dátum             | Torna                  | Borítás | Ellenfél             | Eredmény    |
| -------- | -- | ----------------- | ---------------------- | ------- | -------------------- | ----------- |
| Győztes  | 1. | 2019. november 3. | Cancún, Mexikó         | Kemény  | Rachel Gailis        | 6–3, 6–2    |
| Döntős   | 1. | 2024. október 27. | Villena, Spanyolország | Kemény  | Joy De Zeeuw         | 7–6(7), 6–3 |
| Döntős   | 2. | 2025. január 26.  | Monasztir, Tunézia     | Kemény  | Eva Guerrero Álvarez | 5–7, 1–6    |

### Páros: 27 (13–14)
| Díjazás              |
| -------------------- |
| $100,000 torna       |
| $75,000/80,000 torna |
| $50,000/60,000 torna |
| $25,000/35,000 torna |
| $15,000 torna        |
| $10,000 torna        |

| Borításonként |
| ------------- |
| Kemény (5–8)  |
| Salak (8–6)   |
| Fű (0–0)      |
| Szőnyeg (0–0) |

| Eredmény | #   | Dátum                | Torna                         | Borítás    | Partner             | Ellenfelek                                   | Eredmény            |
| -------- | --- | -------------------- | ----------------------------- | ---------- | ------------------- | -------------------------------------------- | ------------------- |
| Döntős   | 1.  | 2017. október        | ITF Lisszabon, Portugália     | Kemény     | Karolína Beránková  | Alba Carrillo Marín Inês Murta               | 6–4, 1–6, [4–10]    |
| Döntős   | 2.  | 2018. október        | ITF Ashkelon, Izrael          | Kemény     | Drahota-Szabó Dorka | Anasztaszija Pribilova Anna Pribilova        | 5–7, 4–6            |
| Döntős   | 3.  | 2019. március 16.    | ITF Antalya, Törökország      | Kemény     | Viktoriia Dema      | Caijsa Wilda Hennemann Melis Yasar           | 0–1 feladták        |
| Győztes  | 1.  | 2019. szeptember 28. | Kaposvár, Magyarország        | Salak      | Gálfi Dalma         | Bondár Anna Jani Réka Luca                   | 7–6(5), 2–6, [10–3] |
| Győztes  | 2.  | 2019. november 9.    | Cancún, Mexikó                | Kemény     | Shavit Kimchi       | Tiphanie Fiquet Tea Jandrić                  | 6–3, 6–2            |
| Döntős   | 4.  | 2020. szeptember 5.  | Otočec, Szlovénia             | Salak      | Drahota-Szabó Dorka | Tina Cvetkovič Pia Lovrič                    | 3–6, 1–6            |
| Győztes  | 3.  | 2021. január 16.     | Antalya, Törökország          | Salak      | Pia Lovrič          | Ayla Aksu Ani Vangelova                      | 6–4, 7–5            |
| Győztes  | 4.  | 2021. március 6.     | Új-Delhi, India               | Kemény     | Pia Lovrič          | Sowjanya Bavisetti Prarthana Thombare        | 6–2, 6–3            |
| Győztes  | 5.  | 2021. április 17.    | Antalya, Törökország          | Salak      | Shavit Kimchi       | Lee So-ra Misaki Matsuda                     | 5–7, 6–2, [10–8]    |
| Győztes  | 6.  | 2021. május 1.       | Oeiras, Portugália            | Salak      | Park So-hyun        | Riya Bhatia Gabriela Cé                      | 6–4, 6–0            |
| Döntős   | 5.  | 2021. augusztus 14.  | Pozsony, Szlovákia            | Salak      | Pia Lovrič          | Chantal Škamlová Radka Zelníčková            | 3–6, 6–7(5)         |
| Döntős   | 6.  | 2021. október 3.     | Budapest, Magyarország        | Salak      | Szabanin Natália    | Drahota-Szabó Dorka Caijsa Hennemann         | játék nélkül        |
| Döntős   | 7.  | 2021. október 16.    | Antalya, Törökország          | Salak      | Romana Čisovská     | Drahota-Szabó Dorka Tóth Amarissza           | 3–6, 6–2, [4–10]    |
| Döntős   | 8.  | 2021. november 7.    | Haabneeme, Észtország         | Kemény (f) | Maja Chwalińska     | Jessica Failla Chihiro Muramatsu             | 3–6, 4–6            |
| Döntős   | 9.  | 2022. január 29.     | Kairó, Egyiptom               | Salak      | Prarthana Thombare  | Melanie Klaffner Sinja Kraus                 | 5–7, 3–6            |
| Döntős   | 10. | 2022. február 19.    | Porto, Portugália             | Kemény (f) | Prarthana Thombare  | Valendíni Gramatikopúlu Quirine Lemoine      | 2–6, 0–6            |
| Döntős   | 11. | 2022. október 16.    | Quinta do Lago, Portugália    | Kemény     | Ku Yeon-woo         | Francisca Jorge Matilde Jorge                | 4–6, 4–6            |
| Győztes  | 7.  | 2023. augusztus 6.   | Køge, Dánia                   | Salak      | Pia Lovrič          | Tiphanie Lemaître Anna Zirjanova             | 6–4, 6–0            |
| Győztes  | 8.  | 2024. május 5.       | Yecla, Spanyolország          | Kemény     | Joëlle Steur        | Jessica Failla Anastasia Iamachkine          | 6–3, 6–4            |
| Döntős   | 12. | 2024. augusztus 3.   | Savitaipale, Finnország       | Salak      | Chiara Girelli      | Klaudija Bubelytė Anet Angelika Koskel       | 6–1, 2–6, [6–10]    |
| Győztes  | 9.  | 2024. augusztus 25.  | Krakkó, Lengyelország         | Salak      | Linda Ševčíková     | Salma Drugdová Ivana Šebestová               | 7–6(2), 6–3         |
| Döntős   | 13. | 2024. október 6.     | Nagyszombat, Szlovákia        | Kemény (f) | Ivana Šebestová     | Rebecca Munk Mortensen Johanne Svendsen      | 5–7, 6–7(2)         |
| Győztes  | 10. | 2024. október 27.    | Villena, Spanyolország        | Kemény     | Joy De Zeeuw        | Rose Marie Nijkamp Isis Louise Van den Broek | játék nélkül        |
| Döntős   | 14. | 2024. november 10.   | Antalya, Törökország          | Salak      | Linda Ševčíková     | Ștefania Bojică Anastasia Safta              | 6–7(3), 3–6         |
| Győztes  | 11. | 2025. február 23.    | Bukarest, Románia             | Kemény (f) | Emily Seibold       | Katarína Strešnáková Marine Szostak          | 7–6(5), 6–1         |
| Győztes  | 12. | 2025. április 6.     | Iráklio, Görögország          | Salak      | Katharina Hobgarski | Rositsa Dencheva Franziska Sziedat           | 6–1, 6–1            |
| Győztes  | 13. | 2025. május 31.      | La Vall d’Uixó, Spanyolország | Salak      | Anna Hertel         | Enola Chiesa Marine Szostak                  | 6–4, 6–1            |

## Év végi világranglista-helyezései
| Év     | 2016  | 2017  | 2018  | 2019  | 2020 | 2021 | 2022 | 2023 | 2024 |
| Egyéni | –     | 1185. | 1064. | 1094. | 821. | 770. | 527. | 681. | 605. |
| Páros  | 1248. | 766.  | 1171. | 552.  | –    | 348. | 235. | 396. | 388. |